# أحمد بن إسماعيل الطالقاني
الطالقاني أو: أبو الخير الطالقاني هو: أحمد ابن إسماعيل ابن يوسف ابن محمد ابن العباس الطالقاني القزويني الشافعي (512 هـ- 590 هـ). كنيته: (أبو الخير) ترجم له تلميذه الإمام الرافعي في كتابه المسمى بـ(التدوين في ذكر أهل العلم بقزوين وفي أماليه، والذهبي في سير أعلام النبلاء وابن قاضي شهبة في كتاب: طبقات الشافعية
أحمد بن إسماعيل بن يوسف بن محمد بن العباس رضي الدين أبو الخير القزويني الطالقاني، ولد سنة اثنتي عشرة أو إحدى عشرة وخمسمائة.
قرأ على محمد بن يحيى وصار معيد درسه، وعلى ملكداد القزويني، وقرأ بالروايات على إبراهيم بن عبد الملك القزويني.
ولي تدريس المدرسة النظامية ببغداد سنة 569 هـ إلى سنة ثمانين، ثم عاد إلى بلاده.